# Elisabetta Cocciaretto
Elisabetta Cocciaretto (nascida em 25 de janeiro de 2001) é uma tenista profissional italiana.
Ela atingiu a posição de nº 29 mundial em simples no ranking da WTA em 21 de agosto de 2023, e nº 244 em duplas, em 10 de agosto de 2020.
Cocciaretto fez sua estreia pela seleção italiana da Fed Cup em 2018.

## Carreira júnior
No Circuito ITF Júnior, Cocciaretto teve uma classificação combinada de 17, o recorde de sua carreira de 12 foi alcançado em 28 de maio de 2018. Ela chegou às semifinais do torneio feminino individual feminino do Aberto da Austrália de 2018, perdendo para a eventual campeã Liang En-shuo [en].

## Carreira profissional

### 2020: Estreia no Grand Slam
Cocciaretto se classificou pela primeira vez para a chave principal de um torneio Grand Slam em sua carreira no Australian Open.

### 2022: Primeira vitória em Grand Slam
Em sua estreia, usando "ranking protegido", ela registrou sua primeira grande vitória em Wimbledon, derrotando a compatriota e 22ª "cabeça de chave" Martina Trevisan na primeira rodada.

### 2023: Primeiro título do WTA Tour em simples, vitória no top 10, número 1 italiana e estreia no top 50
Cocciaretto alcançou sua primeira final WTA no Hobart International, onde perdeu para Lauren Davis. Como resultado, ela alcançou o top 50 como número 48 do mundo, em 16 de janeiro de 2023, tornando-se a jogadora italiana número 2 no ranking da WTA.
No Mérida Open, Cocciaretto chegou às quartas de final derrotando Viktorija Golubic e  Wang Xinyu. Na semana seguinte, no Monterrey Open, ela chegou às quartas de final derrotando  Marina Bassols Ribera e Tatjana Maria.
No Aberto da França, Cocciaretto derrotou a décima cabeça de chave Petra Kvitová na primeira rodada para sua primeira vitória entre as 10 primeiras da carreira. Em seguida, ela derrotou a vinda da qualificatória Simona Waltert para chegar à terceira rodada pela primeira vez em um torneio Major. Como resultado, ela alcançou a posição 41 do ranking em 12 de junho de 2023. Em julho ela venceu seu primeiro torneio WTA da carreira em simples, sendo campeã do Ladies Open Lausanne vencendo  Clara Burel em jogo de três sets na final. Com esse resultado ela chegou à posição 30 do ranking em 31 de julho de 2023.

### 2024
Cocciaretto iniciou a temporada no Hobart International no qual perdeu na primeira rodada para Yulia Putintseva em jogo de três sets no "tiebreak". Depois disso, partiu para o Australian Open, no qual venceu a vinda da qualificatória  Lulu Sun na primeira rodada em sets diretos e perdeu para a "cabeça de chave" N° 27, Emma Navarro na segunda em jogo de três sets.
Prosseguindo sua campanha em quadras duras, agora na Europa, Cocciaretto participou do Upper Austria Ladies Linz, onde venceu a compatriota Lucrezia Stefanini [en] na primeira rodada em contundentes set diretos e perdeu para a cabeça de chave N° 5, Anastasia Potapova na segunda, em um longo e disputado jogo de três sets. Nos torneios em quadras duras subsequentes, ela chegou à segunda rodada no Transylvania Open e no Dubai Championships. Na sequência, ela foi campeã do Fifth Third Charleston 125 vencendo Diana Shnaider na final em sets diretos.
Cocciaretto deu início à temporada em quadras de saibro no San Luis Open, no qual, mesmo como defensora do título, precisou passar pela qualificatória e chegou até a semifinal,  onde perdeu para Nadia Podoroska em jogo de três sets muito disputado. Em seguida, no Charleston Open, ela chegou à segunda rodada onde perdeu para Victoria Azarenka em sets diretos. No Open de Rouen, ela perdeu na primeira rodada para a cabeça de chave N° 2 Caroline Garcia em jogo de três sets. No Aberto de Madri, ela  também perdeu na primeira rodada para Magda Linette em jogo de três sets. Já no Aberto de Roma, ela venceu Renata Zarazúa [en] na primeira rodada em jogo de três sets, mas perdeu para a cabeça de chave N° 22 Caroline Garcia na segunda em sets diretos. Seu próximo compromisso foi no Grand Prix Princesse Lalla Meryem, no Marrocos, no qual como cabeça de chave N° 7, passou pela "wild card" local, Yasmine Kabbaj [en], na primeira rodada em sets diretos, venceu Bai Zhuoxuan [en], na segunda, também em sets diretos, mas perdeu para Kamilla Rakhimova na terceira, em mais um jogo de sets diretos. Já no Aberto da França, venceu a cabeça de chave N° 13, Beatriz Haddad Maia, na primeira rodada de virada em jogo de três sets, venceu Cristina Bucsa, na segunda, em sets diretos e a cabeça de chave N° 17 Liudmila Samsonova na terceira em sets diretos, chegando às oitavas de final, onde perdeu para a cabeça de chave N° 3, Coco Gauff, em contundentes sets diretos.
Cocciaretto começou a temporada em quadras de grama pelo Birmingham Classic, no qual surpreendeu a cabeça de chave N° 1 e defensora do título, Jelena Ostapenko, na primeira rodada, vencendo a partida em sets diretos. Na segunda rodada, derrotou Sloane Stephens, também em sets diretos. Na terceira, venceu Diana Shnaider em jogo de três sets, chegando às semifinais. Na sua semifinal, enfrentou Yulia Putintseva, jogo que perdeu em sets diretos.

## Estatísticas da carreira

### Quadros de linha de tempo
| V | F | SF | QF | #R | RR | Q# | NQ | NP | NO |

 •  (V) vencedor; (F) finalista; (SF) semifinalista; (QF) quartas de final; (#R) rodada 4, 3, 2, 1; (RR) round-robin; (Q#) rodada qualificatória;  (NQ) não qualificado; (NP) não participou;  (NO) não ocorreu; (TS) taxa de sucesso (eventos vencidos / participados); (V–P) jogos vencidos-perdidos.
 •  Para evitar confusões e contagem em duplicidade, esses quadros são atualizados após a conclusão de um torneio ou quando a participação de um jogador termina.

#### Simples
Atual após o Madrid Open de 2023.
| Torneio                  | 2019 | 2020 | 2021 | 2022 | 2023  | TS                    | V–P                   | % de Vitórias         |
| ------------------------ | ---- | ---- | ---- | ---- | ----- | --------------------- | --------------------- | --------------------- |
| Torneios de Grand Slam   |      |      |      |      |       |                       |                       |                       |
| Australian Open          | NP   | 1R   | 1R   | Q2   | 1R    | 0 / 3                 | 0–3                   | 0%                    |
| Aberto da França         | NP   | Q2   | 1R   | Q2   | 3R    | 0 / 2                 | 2–2                   | 50%                   |
| Wimbledon                | NP   | NO   | NP   | 2R   | 3R    | 0 / 2                 | 3–2                   | 60%                   |
| US Open                  | NP   | NP   | NP   | 1R   |       | 0 / 1                 | 0–1                   | 0%                    |
| Vencidos-Perdidos        | 0–0  | 0–1  | 0–2  | 1–2  | 4–3   | 0 / 8                 | 5–8                   | 38%                   |
| Indian Wells Open        | NP   | NO   | NP   | NP   | 1R    | 0 / 1                 | 0–1                   | 0%                    |
| Miami Open               | NP   | NO   | 1R   | NP   | 1R    | 0 / 2                 | 0–2                   | 0%                    |
| Madrid Open              | NP   | NO   | NP   | NP   | 2R    | 0 / 1                 | 1–1                   | 50%                   |
| Italian Open             | 1R   | 1R   | 1R   | 1R   | 2R    | 0 / 5                 | 1–5                   | 17%                   |
| Guadalajara Open         | NO   | NO   | NO   | 2R   |       | 0 / 1                 | 1–1                   | 50%                   |
| Estatísticas da carreira |      |      |      |      |       |                       |                       |                       |
| Torneios                 | 2    | 3    | 6    | 9    | 9     | Total da carreira: 29 | Total da carreira: 29 | Total da carreira: 29 |
| Titles                   | 0    | 0    | 0    | 0    | 0     | Career total: 0       | Career total: 0       | Career total: 0       |
| Finals                   | 0    | 0    | 0    | 0    | 1     | Career total: 1       | Career total: 1       | Career total: 1       |
| Vencidos-Perdidos geral  | 0–2  | 3–3  | 3–6  | 7–11 | 13–11 | 0 / 30                | 26–33                 | 44%                   |
| Ranking de final de ano  | 215  | 134  | 156  | 65   |       | US$ 963.641           | US$ 963.641           | US$ 963.641           |

#### Duplas
Atual após o Hobart International de 2023.
| Torneio                  | 2018 | 2019 | 2020 | 2021 | 2022 | 2023 | TS                    | V–P                   | % de Vitórias         |
| ------------------------ | ---- | ---- | ---- | ---- | ---- | ---- | --------------------- | --------------------- | --------------------- |
| Torneios de Grand Slam   |      |      |      |      |      |      |                       |                       |                       |
| Australian Open          | NP   | NP   | NP   | NP   | NP   | 1R   | 0 / 1                 | 0–1                   | 0%                    |
| Aberto da França         | NP   | NP   | NP   | NP   | NP   | 1R   | 0 / 1                 | 0–1                   | 0%                    |
| Wimbledon                | NP   | NP   | NO   | NP   | 2R   | NP   | 0 / 1                 | 1–1                   | 50%                   |
| US Open                  | NP   | NP   | NP   | NP   | NP   |      | 0 / 0                 | 0–0                   | –                     |
| Vencidos-Perdidos        | 0–0  | 0–0  | 0–0  | 0–0  | 1–1  | 0–2  | 0 / 3                 | 1–3                   | 25%                   |
| WTA 1000                 |      |      |      |      |      |      |                       |                       |                       |
| Italian Open             | NP   | NP   | 1R   | NP   | NP   |      | 0 / 1                 | 0–1                   | 0%                    |
| Guadalajara Open         | NO   | NO   | NO   | NO   | 1R   |      | 0 / 1                 | 0–1                   | 0%                    |
| Estatísticas da carreira |      |      |      |      |      |      |                       |                       |                       |
| Torneios                 | 0    | 1    | 3    | 1    | 4    | 3    | Total da carreira: 12 | Total da carreira: 12 | Total da carreira: 12 |
| Titles                   | 0    | 0    | 0    | 0    | 0    | 0    | Career total: 0       | Career total: 0       | Career total: 0       |
| Finals                   | 0    | 0    | 1    | 0    | 0    | 0    | Career total: 1       | Career total: 1       | Career total: 1       |
| Vencidos-Perdidos geral  | 0–1  | 0–1  | 3–3  | 0–1  | 1–4  | 1–2  | 0 / 12                | 5–12                  | 29%                   |
| Ranking de final de ano  | 821  | 437  | 257  | 660  | 397  |      |                       |                       |                       |

## Finais da WTA na carreira

### Simples: 2 (1 campeonato, 1 vice)
| Legenda       |
| ------------- |
| Grand Slam    |
| WTA 1000      |
| WTA 500       |
| WTA 250 (1–1) |

| Finais por piso |
| --------------- |
| Duro (0–1)      |
| Grama (0–0)     |
| Saibro (1–0)    |
| Carpete (0–0)   |

| Status | V–D | Data     | Torneio                         | Nível   | Piso   | Oponente     | Placar        |
| ------ | --- | -------- | ------------------------------- | ------- | ------ | ------------ | ------------- |
| Perdeu | 0–1 | Jan 2023 | Hobart International, Australia | WTA 250 | Duro   | Lauren Davis | 6–7(0–7), 2–6 |
| Venceu | 1–1 | Jul 2023 | Ladies Open Lausanne, Suíça     | WTA 250 | Saibro | Clara Burel  | 7–5, 4–6, 6–4 |

### Duplas: 1 (1 vice)
| Legenda       |
| ------------- |
| Grand Slam    |
| WTA 1000      |
| WTA 500       |
| WTA 250 (0–1) |

| Status | V–D | Data     | Torneio                     | Nível         | Piso   | Parceira         | Oponentes                   | Placar   |
| ------ | --- | -------- | --------------------------- | ------------- | ------ | ---------------- | --------------------------- | -------- |
| Perdeu | 0–1 | Ago 2020 | Palermo Ladies Open, Itália | International | Saibro | Martina Trevisan | Arantxa Rus Tamara Zidanšek | 5–7, 5–7 |

## Finais de WTA Challengers

### Simples: 1 (título)
| Status | V–D | Data     | Torneio                              | Piso   | Oponente        | Placar             |
| ------ | --- | -------- | ------------------------------------ | ------ | --------------- | ------------------ |
| Perdeu | 0–1 | Set 2020 | Sparta Prague Open, República Tcheca | Saibro | Kristína Kučová | 4–6, 3–6           |
| Perdeu | 0–2 | Jun 2022 | Makarska International, Croácia      | Saibro | Jule Niemeier   | 5–7, 1–6           |
| Venceu | 1–2 | Out 2022 | Abierto Tampico, México              | Duro   | Magda Linette   | 7–6(7–5), 4–6, 6–1 |
| Venceu | 2–2 | Abr 2023 | San Luis Open, México                | Saibro | Sara Errani     | 5–7, 6–4, 7–5      |

### Duplas: 1 (título)
| Status | V–D | Data     | Torneio           | Piso   | Parceira       | Oponentes               | Placar   |
| ------ | --- | -------- | ----------------- | ------ | -------------- | ----------------------- | -------- |
| Venceu | 1–0 | Set 2022 | Bari Open, Itália | Saibro | Olga Danilović | Andrea Gámiz Eva Vedder | 6–2, 6–3 |

## Finais do Circuito ITF

### Simples: 9 (6 títulos, 3 vices)
| Legenda                      |
| ---------------------------- |
| Torneios de US$ 100,000      |
| Torneios de US$ 80,000 (1–0) |
| Torneios de US$ 60,000 (3–0) |
| Torneios de US$ 40,000       |
| Torneios de US$ 25,000 (1–3) |
| Torneios de US$ 15,000 (1–0) |

| Status | V–D | Data     | Torneio                      | Nível  | Piso   | Oponente         | Placar             |
| ------ | --- | -------- | ---------------------------- | ------ | ------ | ---------------- | ------------------ |
| Venceu | 1–0 | Nov 2018 | ITF Nules, Espanha           | 15,000 | Saibro | Cristina Bucșa   | 6–2, 7–6(7–2)      |
| Perdeu | 1–1 | Jul 2019 | ITF Turim, Itália            | 25,000 | Saibro | Yuki Naito       | 3–6, 4–6           |
| Venceu | 2–1 | Set 2019 | ITF Trieste, Itália          | 25,000 | Saibro | Susan Bandecchi  | 6–3, 6–1           |
| Perdeu | 2–2 | Set 2019 | ITF Pula, Itália             | 25,000 | Saibro | Arantxa Rus      | 3–6, 7–6(7–5), 4–6 |
| Venceu | 3–2 | Nov 2019 | Asunción Open, Paraguai      | 60,000 | Saibro | Sara Errani      | 6–1, 4–6, 6–0      |
| Venceu | 4–2 | Nov 2019 | Copa Colina, Chile           | 60,000 | Saibro | Victoria Bosio   | 6–3, 6–4           |
| Perdeu | 4–3 | Mar 2022 | ITF Antalya, Turquia         | 25,000 | Saibro | Petra Marčinko   | 6–1, 4–6, 4–6      |
| Venceu | 5–3 | Abr 2022 | Oeiras Ladies Open, Portugal | 80,000 | Saibro | Viktoriya Tomova | 7–6(7–5), 2–6, 7–5 |
| Venceu | 6–3 | Mai 2022 | Grado Tennis Cup, Itália     | 60,000 | Saibro | Ylena In-Albon   | 6–2, 6–2           |

### Duplas: 1 (título)
| Legenda                      |
| ---------------------------- |
| Torneios de US$ 100,000      |
| Torneios de US$ 80,000       |
| Torneios de US$ 60,000 (1–0) |
| Torneios de US$ 40,000       |
| Torneios de US$ 25,000       |
| Torneios de US$ 15,000       |

| Status | V–D | Data     | Torneio          | Nível    | Piso   | Parceira         | Oponentes                   | Placar   |
| ------ | --- | -------- | ---------------- | -------- | ------ | ---------------- | --------------------------- | -------- |
| Venceu | 1–0 | Jun 2019 | ITF Roma, Itália | 60,000+H | Saibro | Nicoleta Dascălu | Carolina Alves Elena Bogdan | 6–1, 6–4 |